# Jeremy Thurlow
Répertoire
en musique classique
Jeremy Thurlow est un compositeur et critique musical britannique né en 1976.
Il a écrit un ouvrage sur Henri Dutilleux, Henri Dutilleux : la musique des songes, plusieurs articles à propos de Messiaen et Dutilleux, et a collaboré au Grove Dictionary of Music and Musicians.
Jeremy Thurlow s’est produit régulièrement sur BBC Radio 3, écrivant et diffusant des émissions consacrées à Fauré, Messiaen, Stravinsky, Schoenberg.
En 2007, il remporte le prix George-Butterworth pour son opéra-vidéo A Sudden Cartography of Song.
Jeremy Thurlow est professeur et fellow à Robinson College à l'université de Cambridge.

## Œuvres

### Musique instrumentale
- The Will of the Tones (2004), pour piano solo.
- Search Engines (2002-2006), pour orchestre.
- Piano Concerto (2000, révisé en 2006), pour piano et orchestre de chambre.
- Music for Strings and Hammers (2006-2007), pour quatre pianos, piano honky-tonk et célesta.
- Nesting (2008), pour quintette à vent.
- Quatuor à cordes (2008).
- Breath (2008), pour dix instruments.
- Wheels within wheels (2008), pour violoncelle et piano.
- That Second Realm (2009), poème dansé pour six instruments (flûte, hautbois et quatuor à cordes).
- Fantazia (2009), pour quatuor à cordes (Hommage à Purcell).
- Orion (2009), pour cor, violon et piano.
- Butterfly (2009), pour piano solo.
- Properties of Light (2009), poème dansé pour septuor (clarinette, cor, trompette, marimba et trio à cordes) et quatre voix solistes (SATB).
- Slow Tide (2009), pour deux pianos et percussion.
- Lob sei Gott (2010), pour orgue (pour le Orgelbüchlein Project).
- Ladder of the Escaping Eye (2011), pour flûte à bec.
- Ouija (2012), pour violon solo et dispositif électro-acoustique.
- Plus avant que l'étoile (2012), pour flûte et piano (d'après Yves Bonnefoy).
- Virelai, sur une mélodie de Guillaume de Machaut (2013), pour flûte et piano.
- Trio no 1 pour violon, violoncelle et piano (2013).
- Steeples eclipse (2013), pour violon, violoncelle et piano (Trio no 2).
- Self-ablaze (2014), pour violon et piano.

### Musique vocale
- Flos Florum (1991), pour chœur (SATB x 2) et flûte solo.
- Fearfully and wonderfully made (1995), pour chœur et orgue.
- Of Noblest Cities (2000), pour chœur (SSATBB) et orgue.
- The She-Wolf (2004), fable pour soprano, violoncelle et piano.
- This is the garden (2004), pour chœur (SATB) et quatre cors.
- A sudden cartography of song (2007), opéra-vidéo pour quatre voix solistes (SATB), narrateur, vidéo, dispositif électro-acoustique, sur un livret et vidéo d'Alistair Appleton.
- Exultation is the going (2007), pour chœur (SSAATTBB), poésie de Emily Dickinson.
- The Pedlar of Swaffham (2007), fable pour soprano et cinq instruments.
- Unbidden Visions (2008), pour ténor, cor et piano (poésie de Keats).
- When Joseph was a-walking (2009), pour chœur (SSATBB).
- Bread and meat and fish and wine (2010), pour chœur (SATB) et orgue.
- Magnificat et Nunc Dimittis (The Caius Service) (2011), pour chœur (SATB) et orgue.
- Quiet songs (2014), pour soprano, clarinette, harpe et contrebasse, poésie d'Yves Bonnefoy.
- In winter (2015), pour sextuor vocal, flûte en sol et harpe, poésie de Stephen Romer.